# あたしのわがままを聞いて...
『あたしのわがままを聞いて...』（あたしのわがままをきいて）は、小泉まりえによる日本のライトノベル作品、イラストは武内直子が手掛ける。1998年3月5日に講談社の講談社X文庫ティーンズハートより発売。全1巻。

## 登場人物
亜子（あこ）
陸（りく）

## 書誌情報
- 『あたしのわがままを聞いて...』（著：小泉まりえ/イラスト：武内直子、講談社 - 講談社X文庫ティーンズハート）、全1巻
  1. 1998年3月5日第1刷発行、ISBN 4-06-199776-9